# Adoxomyia obscuripennis
Adoxomyia obscuripennis är en tvåvingeart som först beskrevs av Friedrich Hermann Loew 1873.  Adoxomyia obscuripennis ingår i släktet Adoxomyia och familjen vapenflugor. Inga underarter finns listade i Catalogue of Life.